# Sjokz
埃芙耶·德波爾特勒（荷蘭語：Eefje Depoortere，荷蘭語發音：[ˈeːfjə dəˈpoːrtərə]；1987年6月16日—），較廣為人知的是其化名Sjokz（/ʃɒks/，同“shocks”；荷蘭語發音：[ɕɔks]），比利時主持人、記者與前《魔域幻境之浴血戰場》職業電競選手，曾在2013年至2018年間擔任Riot Games的賽事主持人，現為該公司旗下的自由身記者。

## 早年生活
德波爾特勒在1987年6月16日出生於比利時布魯日圣安德里斯，在中學時期，她以《魔域幻境之浴血戰場》職業電競選手的身份加入Majestic 5戰隊，並隨隊參加該遊戲的LAN聯賽，更代表比利時國家隊羸下多次ClanBase EuroCups，後來因為需專注於學業而退役。中學畢業後，德波爾特勒在根特大學修讀歷史，最終獲得其碩士學位，之後她往布魯塞爾學習新聞學，學成後又再回到根特取得教師的執業證書。2009年，德波爾特勒在一個名叫「比尔韦德草莓公主」（Aardbeienprinses van Beervelde）的選美賽事中奪冠。兩年後又在另一個稱作「比利時風格小姐」的選美賽事中取得季軍。

## 事業生涯
2012年，德波爾特勒開始擔任自由撰稿人，為SK Gaming和ESFi World撰寫電競相關新聞，同時亦為前者的YouTube《英雄聯盟》節目《召喚師回顧》（Summoner Recap）的主持人。其化名「Sjokz」是弗拉芒語中「Shocks」的拼法，取自《魔域幻境之浴血戰場》的武器「衝擊步槍」（Shock Rifle），許多以英語為母語的玩家都不知道它的讀法，所以德波爾特勒也在她的YouTube頻道上特地上傳一支影片糾正他們的發音。
德波爾特勒從多次登上著名電競記者「Tnomad」特拉維斯·加福德（Travis Gafford）的YouTube節目《這到底是誰的聯盟啊？》（Whose League is it Anyway?）後開始為《英雄聯盟》社群熟知。由於其在該節目的受歡迎程度，德波爾特勒後來在2013年1月被獲聘為歐洲地區英雄聯盟冠軍聯賽的主持人，而她也表示非常感謝加福德幫助自己在電競領域上立足。同年9月至10月，德波爾特勒主持於加州洛杉磯舉行的2013年英雄联盟全球总决赛，自此之後便每年在全球总决赛中擔任同一崗位，而各大季中賽或洲際賽她亦有參加。在2018年至2020年的遊戲大獎上，德波爾特勒連獲三次最佳電子競技主持人。
2018年11月9日，Sjokz宣佈自己不再擔任《英雄聯盟》賽事的主持人，未來會轉型為Riot的自由記者，並將重心逐漸分散至其他工作上，但偶爾還是會在LEC或大賽的分析台或採訪中出現。

## 外部連結
- Sjokz的Facebook專頁
- Sjokz的X（前Twitter）
- YouTube上的Sjokz頻道
- Sjokz的Twitch频道